# Atlético Sanluqueño Club de Fútbol
Atlético Sanluqueño Club de Fútbol (ou apenas Atlético Sanluqueño) é um clube de futebol espanhol da cidade de Sanlúcar de Barrameda, na Andaluzia. Foi fundado em 1948.
Disputa atualmente a Tercera División, equivalente à Quarta Divisão espanhola. Estreou na temporada 1958-59, na Tercera División (Quarta Divisão), embora tivesse feito sua inscrição em torneios oficiais em 1951.
Na temporada 1986–87, ascendeu à Segunda División B, retornando à Tercera División na temporada 1991-92. Vinte anos após o descenso, regressou ao terceiro nível do futebol espanhol.
Seu estádio, o El Palmar, possui capacidade de 5.000 lugares. A equipe possui como cores oficiais o verde e o branco.

## Uniformes
- Uniforme titular: Camisa verde com listras verticais verdes e brancas, calção branco e meias brancas;[3]
- Uniforme alternativo: Camisa dourada, calção preto e meias pretas.[3]